# Joseph Espaillat
Joseph Armando Espaillat (ur. 27 grudnia 1976 w Nowym Jorku) – amerykański duchowny rzymskokatolicki, biskup pomocniczy Nowego Jorku od 2022.

## Życiorys
Święcenia kapłańskie otrzymał 17 maja 2003 i został inkardynowany do archidiecezji Nowy Jork.  Pracował głównie jako duszpasterz parafialny, był także dyrektorem kurialnych wydziałów ds. młodzieży oraz ds. ruchów charyzmatycznych.
25 stycznia 2022 papież Franciszek mianował go biskupem pomocniczym archidiecezji Nowy Jork i biskupem tytularnym Tagarbala. Sakry udzielił mu 1 marca 2022 kardynał Timothy Dolan.